# Цена сокровищ

Титры фильма

«Цена сокровищ» — приключенческий фильм российского режиссёра Сергея Тарасова, снятый в 1992 году.

## Сюжет
Англо-бурская война. В Южную Африку под видом французского коммивояжёра Мишеля Готье прибывает русский офицер Павел, который должен помочь бурам в поисках сокровищ португальских пиратов. Его проводницей становится местная девушка Анна. Однако об этом становится известно бандитам, которые берут девушку в заложницы. Павел вынужден помочь им в поисках сокровищ, но затем ему и его спутнице удаётся бежать.
Тем временем банда натыкается на отряд англичан. В начавшейся перестрелке часть гангстеров погибает, прочие же решают разделить сокровища, однако у их главаря другие планы. Он пытается поджечь своих подручных, но здесь вновь появляется Павел, и бандитам приходится возобновить охоту на него, что становится для них роковой ошибкой. Все налётчики погибают, и клад достаётся бурам. Через год Павел увозит Анну в Россию.

## В ролях
- Надя Боргесани — Анна
- Александр Кознов — Мишель Готье / Павел
- Александр Иншаков — Гарри Покер, предводитель бандитов
- Лариса Лужина — Тилли
- Павел Винник — администратор гостиницы
- Сергей Тарасов — Курт, отец Анны
- Евгений Дегтяренко — командир английского патруля
- Юрий Беляев — бандит
- Владимир Колесников — бандит
- Игорь Кантюков — музыкант в ресторане
- Людмила Солоденко — продавщица цветов в ресторане
- Вячеслав Бурлачко
- Владимир Карпович — бандит
- Орлан Монгуш — бандит
- Геннадий Макоев
- Сергей Воробьев

## Музыка к фильму
Песню «Офицерский романс» исполнила Лариса Васильевна Кандалова.

## Критика
Редкий случай, когда фильм создавали россияне и американцы. Казалось, из этой гремучей киносмеси должен появиться на свет шедевр. Не появился. И сдаётся, что на это не рассчитывали создатели ленты (режиссер С.Тарасов), ибо из достаточно тривиального сюжета вряд ли могло вылупится золотое кинояичко. Конечно, заманчиво, что действие происходит в Африке на рубеже столетий во время Англо-бурской войны, завлекательно, что главным героем явился русский морской офицер, доказавший, что называться героем он может благодаря храбрости и умению драться и хорошо стрелять. Да еще походя влюбившем в себя певицу из ресторана, оказавшуюся на стороне тех, кто сражался против англичан. А тут еще подоспела банда гангстеров, решившая завладеть сокровищами, предназначенными бурам… Ну и началось. В общем появился типичный полувестерн-полубоевик. Но, к сожалению, без души, без полнокровных характеров.— Журнал «Вестник», 1997